# Llista de plantes de venda regulada
Aquesta es una norma que està derogada. El 16 de febrer de 2004, el Ministeri de Sanitat i Consum va donar publicitat a través del BOE a la Llista de Plantes la venda de les quals al públic queda prohibida o restringida per raó de la seva toxicitat i va entrar en vigor a partir del 6 de maig del 2004. L'Ordre va ser anul·lada per la sentència de l'Audiència Nacional (Sala d'allò Contenciós-Administratiu, Secció 4a) de 27 de juny de 2005. La raó d'ésser d'aquesta ordre va ser la de desenvolupar l'article 42 de la Llei 25/1990 del Medicament, que diu en l'apartat 2 «El Ministeri de Sanitat i Consum establirà una llista de plantes la venda de les quals al públic estarà restringida o prohibida per raó de la seva toxicitat.»
Per aquest motiu, es va publicar una llista de 197 plantes o fongs, o parts d'aquestes, que es consideren tòxiques, i en la qual s'enumeren molts vegetals que se'n fa ús per les seves suposades o reals propietats psicoactives
Com a conseqüència d'aquesta regulacio la venda de la gran majoria d'aquestes plantes, que es podien trobar tant a través d'Internet com en establiments especialitzats (herbolaris, parafarmàcies, grows i smartshops), passa a ser prohibida sota sanció administrativa, qualificada com a greu, amb una quantia compresa entre els 3.000 i 15.000 euros. Només en alguns casos és possible vendre'ls en oficina de farmàcia.
Malgrat que s'ha considerat com la llista oficial de plantes tòxiques a Espanya, el fet que sorgis per a regular un mercat en disputa entre farmacèutics i herbolaris li resta qualsevol validesa des del punt de vista acadèmic i científic.
La llista comprèn les següents espècies o gèneres:
| - Abrus precatorius - Aconitum napellus - Acorus calamus - Actaea spicata - Adonis vernalis, Adonis autumnalis - Akebia sp. - Amanita muscaria - Amanita pantherina - Amanita phalloides - Anadenanthera colubrina - Anagallis arvensis - Anemona nemorosa, Anemona pulsatilla (=Pulsatilla vulgaris) - Argyreia sp. - Aristolochia sp. - Artemisia cina - Arum italicum - Sarriassa - Arum maculatum, (incloent-hi Arum vulgare i Arum triphyllum) - Arum montanum - Asarum sp. - Atractylis gummifera - Atropa belladonna - Banisteriopsis caapi - Berberis vulgaris - Boletus satanas - Bragantia sp. - Brunfelsia bonodora, (incloent-hi Brunfelsia chiricaspi, Brunfelsia eximia, Brunfelsia grandiflora i Brunfelsia hopeana'' - Bryonia dioica - Buxus sempervirens - Cannabis sp. - Catha edulis - Catha europaea - Cephaelis ipecacuanha - Cheiranthus cheiri - Chelidonium majus - Chenopodium ambrosioides - Chrysanthemum cinerariifolium - Chrysanthemum leucanthemum - Cicuta maculata - Cicuta virosa - Citrullus colocynthis - Claviceps paspali - Claviceps purpurea - Clematis sp. - Clitocybe sp. - Cocculus sp. - Colchicum autumnale - Coleus forskholii - Conium maculatum - Conocybe sp. - Convallaria majalis - Convolvulus scammonia - Copelandia sp. - Coronilla varia - Cortinarius orellanus, Cortinarius speciosisi - Corydalis ambigua - Corydalis cava - Crotalaria spectabilis - Croton tiglium - Cynanchum vincetoxicum - Cynoglossum officinale - Cytisus scoparius (= Spartium scoparium) - Daphne mezereum - Datura stramonium (incloent-hi Datura tátula, Datura innoxia i Datura metel - Delphinium sp. - Dieffenbachia sp. - Digitalis sp. - Diploclisia sp. - Drimia maritima (= Scilla maritima, Urginea marítima) - Dryopteris filix-mas - Duboisia myoporoides - Ecballium elaterium - Eufòrbia sp. - Ephedra sp. - Erythroxylon sp. - Euonymus europaeus, Evonymus atropurpureus - Eupatorium purpureum, Eupatorium rugosum - Exogonium purga - Galerina marginata, (incloent, Galerina autumnales, Galerina unicolor) - Gelsemium sempervirens - Genista tinctoria - Gloriosa superba - Gratiola officinalis - Grewia sp. - Gyromitra esculenta, Gyromitra gigas - Hedera helix - Heliotropium sp. - Helleborus niger (incloent-hi Helleborus foetidus i Helleborus viridis) - Helvella sp. - Hydrastis canadensis - Hyosciamus niger - Ilex aquifolium - Illicium anisatum (=Illicium religiosum) - Inocybe sp. - Ipomoea purga (= Convolvulus purga) - Ipomoea turphetum - Ipomoea violacea (= Ipomoea purpurea) - Juniperus sabina | - Laburnum anagyroides (=Laburnum vulgare, Cytisus laburnum) - Lactarius torminosus - Lactuca virosa - Lathyrus sativus - Ledum palustre - Lepiota elveola, Lepiota joserandii - Leucanthemum vulgare - Lobelia inflata - Lophophora williamsii - Lupinus reflexus - Magnolia officinalis - Mallotus phillipensis - Mandragora officinarum, Mandragora autumnalis - Melaleuca alternifolia - Melia azedarach - Menispermum canadense - Nerium oleander - Nierembergia veitchii, Nierembergia aristata - Nigella damascena - Oenanthe crocata - Oenanthe phellandrium - Paeonia officinalis - Papaver somniferum - Paris quadrifolia - Pausinystalia johimbe - Peganum harmala - Petasites sp. - Petroselinum crispum - Philodendron sp. - Physalis alkekengi - Physostigma venenosum - Phytolacca sp. - Pilocarpus jaborandi - Piper betel - Piper methysticum - Piptadenia peregrina - Pluteus sp. - Podophyllum peltatum, Podophyllum emodi - Polypodium filix-mas - Prunus laurocerasus - Psilocybe sp. - Ranunculus acris, Ranunculus arvensis - Rauvolfia serpentina - Rauvolfia tetraphylla - Rhamnus catharticus - Rhamnus purshianus - Rhododendron ferrugineum - Ricinus communis - Rubia tinctorum - Ruta graveolens - Ryvea corimbosa - Salvia divinorum - Sambucus ebulus - Saponaria officinalis - Sassafras sp. - Saussurea lappa - Schoenocaulon officinale - Scopolia carniolica - Selenicerus grandiflorus - Senecio vulgare - Sida acuta, Sida cordifolia - Sinomenium acutum - Solanum dulcamara - Solanum nigrum (incloent, Solanum laciniatum, Solanum pseudo-quina, Solanum sessiflorum, Solanum toxicarium) - Sophora secundiflora, Sophora tonkinensis - Spartium junceum - Spigelia marilandica - Stellaria media, Stellaria dichotomae - Stephania sp. - Stillingia sylvatica - Strophantus sp. - Stropharia sp. - Strychnos nux-vomica - Symphytum officinale - Tabernanthe iboga - Tamus communis - Tanacetum vulgare - Taxus baccata - Teucrium sp. - Thevetia peruviana (= Thevetia neriifolia, Cerbera thevetia) - Toxicodendron pubescens (= Rhus toxicodendron, Toxicodendron quercifolium) - Trichocereus pachanoi - Thuja occidentalis - Tussilago farfara - Veratrum album - Veratrum californicum - Veratrum sabadilla - Veratrum viride - Vinca minor - Vincetoxicum hirundinaria (= Asclepias vincetoxicum, Vincetoxicum officinale) - Viscum album - Vladimira souliei - Volvaria sp. - Withania somnifera - Xanthium sp. |